# Parterapi i Gagnef
Parterapi i Gagnef är en svensk komediserie regisserad av Lisa James Larsson efter ett manus skrivet av Wilhelm Behrman. Serien har en planerad premiär på SVT under hösten 2025. Serien som består av sex avsnitt är inspelad i Dalarna och Stockholm.

## Handling
Seriens handling är delvis förlagd till Gagnef i Dalarna dit den stressade psykologen Nisse flyttar för att börja jobba på vårdcentralen. Väl där träffar han på kollegan Marika, en finlandssvensk psykoanalytiker och den pessimistiske Micke som hjälper honom att få ordning på rucklet, och Rebecka i järnaffären som lyser upp Nisses vardag lite extra.

## Rollista (i urval)
- Josefin Asplund – Rebecka
- Joel Spira – Nisse